# Liste der Rechtsnormen der Bundesrepublik Deutschland
Dies ist eine Liste der Rechtsnormen der Bundesrepublik Deutschland (mit Links auf die alphabetischen Verzeichnisse):
| - Abkommen - Anordnungen - Bekanntmachungen - Durchführungsbestimmungen - Gesetze - Protokolle - Übereinkommen - Verordnungen - Verträge - Sonstige | Die Waagschalen der Justiz |